# استپانوفکا (کوش-یلگینسکی، شهرستان بیژبولیاکسکی، باشقیرستان)
استپانوفکا (انگلیسی: Stepanovka, Kosh-Yelginsky Selsoviet, Bizhbulyaksky District, Republic of Bashkortostan) یک شهرک در شهرستان بیژبولیاکسکی باشقیرستان کشور روسیه است.